# Abtei St. Thomas (Andernach)
Die Abtei St. Thomas zu Andernach (vollständiger Titel seit 1482: „Unsere Liebe Frau vor den Mauern zum heiligen Thomas“) war ein ehemaliges Augustiner-Chorfrauen-Stift in Rheinland-Pfalz außerhalb vor den Toren Andernachs im Südosten der mittelalterlichen Stadt. Sie bestand von 1126 bis 1802.

## Geschichte
Bereits im 6./7. Jahrhundert wurde an der Stelle der späteren Abtei St. Thomas das Mönchskloster St. Stephan gegründet. 883 fiel es dem Normannensturm zum Opfer und war 244 Jahre lang Ruine. Im Jahre 1127 erhielt die Leiterin des Springiersbacher Frauenkonventes Texwindis (auch Tengswich, Tenxwind oder Teghwind) von ihrem Bruder und Abt Richard I. vom Kloster Springiersbach den Auftrag, den vorwiegend adeligen Augustinerinnen-Konvent von Springiersbach nach Andernach zu verlegen. Die 1129 erstmals als Neuerrichtung der Klosterruine erwähnte Anlage war auf Geheiß des Trierer Erzbischofs Meginher von Vianden auf den Trümmern des ehemaligen St. Stephansklosters bei Andernach errichtet worden, Texwindis wurde „Erste Vorsteherin“ des Klosters. Am 27. Mai 1152 erhielt die Meisterin Bensuetis auch die Bestätigung des Papstes Eugen III. Das neue Kloster war der Hl. Jungfrau Maria geweiht und erhielt den Namen „Unsere Liebe Frau vor den Mauern“ („Kloster St. Maria“). Maximal hundert Damen durften laut Gründungsbestimmung seitens Erzbischof Meginher im Kloster wohnen. Wegen der rasch steigenden Zahl der Damen sah sich der Trierer Erzbischof Albero von Munsterol genötigt, 1138 die Bestimmung zu wiederholen, mit der Begründung: „quidquid modum egreditur, ad vitium inclinat“ – „alles, was das Maß übersteigt, nähert sich einem Fehler“. In der wechselvollen Geschichte schwankte die Zahl der Stiftsdamen von kaum mehr als zehn bis einhundert, die in der Blütezeit des Klosters im 13. und 14. Jahrhundert ebenfalls erreicht wurden. Das Kloster war durch die Gaben der adligen Damen, die ab dem 15. Jahrhundert ausschließlich Eingang ins Kloster fanden, sehr reich. Ländereien des Klosters fanden sich in der Eifel bis nach Polch und Berresheim, am Rhein von Metternich (heute Koblenz) bis nach Sinzig und rechtsrheinisch von Langendorf (Neuwied) bis nach Rheinbrohl, im Westerwald bis nach Datzeroth, an der Mosel und an der Lahn nahe Limburg.
Bereits im Krieg zwischen Philipp von Schwaben und Otto IV. (HRR) wurde das Kloster 1198 von plündernden Soldaten heimgesucht. In den folgenden Jahrhunderten blühte das Kloster auf, bis zum Ende des 15. Jahrhunderts ein deutlicher Niedergang zu verzeichnen war, dem 1499 durch eine Reformation des Klosterwesens entgegnet wurde. Damals beherbergte die Abtei nur 18 Nonnen einschließlich der Vorsteherin Pfalzgräfin Margareta von Baiern.
Schwere Zerstörungen trafen die Abtei während des Dreißigjährigen Krieges, einschließlich des Niederhofes, im Jahre 1632 und 1633 durch die Schweden unter Feldmarschall Wolf Heinrich von Baudissin und 1646 unter dem französischen Heerführer Turenne. Anschließend erfolgte langsam der Wiederaufbau.
Zu Beginn des 18. Jahrhunderts erfolgte die Unabhängigkeit vom Kloster Springiersbach mit Unterstützung des Trierer Erzbischofs Johann Hugo von Orsbeck. Der ständige Apostolische Nuntius in Köln, Horatius Philipp Spada (Orazio Filippo Spada), Titularerzbischof von Theben, bestätigte am 3. Januar 1701 die auf 16 Artikeln basierenden Beschlüsse, die hauptsächlich die Klosterregeln und die Investitur des Propstes (Art. 14) betrafen. Danach durfte der künftige Klosterpropst nicht mehr aus Springiersbach stammen und musste vom Trierer Erzbischof ausdrücklich approbiert sein. Die Seelsorge der Ordensschwestern übernahmen die Brüder des Franziskanerklosters in Andernach, das seit dem 13. Jahrhundert bis 1802 zwischen Südmauer und Hochstraße an der heutigen Christuskirche, damalige St. Nikolausklosterkirche lag.
Im ausgehenden 18. Jahrhundert sank die Zahl der Nonnen durch Aussterben und Abwanderung des heimischen Adels dauerhaft auf ca. zwanzig Nonnen. 1783 zählte man fünf Laienschwestern, vierzehn Chordamen und um die zwanzig Angestellte und Knechte. Die reichen Stiftungen flossen längst nicht mehr, die Ausgaben überstiegen die Einnahmen deutlich. So entschlossen sich 1786 beide Kurfürsten von Trier und Köln, Clemens Wenzeslaus von Sachsen als Ordinarius und Maximilian Franz von Österreich als Landesherr von Andernach zu einer Umwandlung der Klosterverfassung: „Um den Vermögensstand zu verbessern, soll die bei Damenstiften übliche kapitularische Verfassung im Kloster St. Thomas eingeführt, die Gastfreiheit beschränkt, die eigene Landwirtschaft eingestellt werden. Die unnötigen Hofgebäulichkeiten sind zu verkaufen, und bis auf weitere Verfügung keine Novizinnen mehr anzunehmen“. Das Kloster sank bald zur Bedeutungslosigkeit herab.
Knapp 10 Jahre später nahmen am 22. Oktober 1794 französische Revolutionstruppen unter General Marceau das Kloster ein, füllten die Gebäude mit Stroh und setzten sie in Brand. Als Quelle ist ein Eintrag in den Protokollen der Andernacher Eisengässernachbarschaft zu lesen, aber aus heutiger Sicht ist eine Unvorsichtigkeit der Soldaten viel wahrscheinlicher, die zum Brand führte. 1802 wurde das Kloster im Zuge der Säkularisation aufgelöst, blieb aber weitgehend erhalten und wurde veräußert. 1815 richtete die preußische Verwaltung in den Gebäuden die Irrenpflegeanstalt St. Thomas zu Andernach ein. 1866/1867 wurden sie erweitert.1876 wurde die neue „Provinzialirrenanstalt Andernach“ an der Aktienstraße in Betrieb genommen. Die bisherige Anlage ging als „Irrenpflegeanstalt“ in städtischen Besitz über und wurde 1920 aufgelöst. ( > Festschrift 125 Jahre Rhein-Mosel-Fachklinik Andernach, 2001 <). Ein Teil der Gebäude wurde von Amerikanern und später Franzosen (Erster Weltkrieg) beschlagnahmt. Die Stadt Andernach ließ danach Wohnungen im Äbtissinnenhaus einrichten. 1931 wurde ein Gebäudetrakt des Klosters, der heutige „Altbau“ des Kurfürst-Salentin-Gymnasiums, als Schulgebäude für das Stiftsgymnasium bezogen (1957 wiedererrichtet). Am 27. Dezember 1944 zerstörten Bomben das Äbtissinnenhaus. Auf den Grundmauern wurde Anfang der 1950er Jahre die Kirche St. Albert errichtet. Das Haupthaus der ehemaligen Irrenanstalt St. Thomas beherbergte lange Jahre die Andernacher Katholische Volksschule (St. Thomas-Schule) und wurde um 1980 im Zuge eines Neubaus abgerissen. Erhalten blieben die St. Michaelskapelle, das Portalwappen und der nordöstliche Wehrturm aus dem 14. Jahrhundert.

## Namensgebung
In der Stiftungsurkunde heißt das Kloster „monasterium beate Marie foris murum Andernaci“ („Kloster der seligen Maria außerhalb der Mauern Andernachs“), und noch 1478 im Testament der Schwester Agnes von Belle lautet die Bezeichnung: „Kloster unser lieben Frauwen bussen (außerhalb) Andernach“. Die später übliche Bezeichnung war „monasterium divae virginis Mariae ad s. Thomam“ („Kloster der göttlichen Jungfrau Maria zum St. Thomas“), „Unsere Liebe Frau vor den Mauern zum Hl. Thomas“, „Kloster Sanct Thomas“ („Conventus Sanctae Mariae de Andernaco“) o. ä., ab 1718 auch Abtei St. Thomas. Erstmalige Erwähnung des Namens beider Patrozinien fand sich in einem Kaufbriefe der Margareta von Roden vom Jahre 1482. Unter dem hl. Thomas ist Thomas Becket von Canterbury, Primas von England und glorreicher Streiter für die Freiheit der Kirche in jener Zeit zu verstehen, dessen Verehrung in der Erzdiözese Trier schnell Verbreitung fand.
Das Siegel und später das Wappen des Klosters, im 13. Jahrhundert entstanden, zeigte in der Mitte die Himmelskönigin mit Krone, Schleier und faltigem Gewand auf dem Throne sitzend, mit der Linken das auf ihrem Schoße ruhende Jesuskind umfangend, mit der Rechten vor der Brust das Symbol der Liebe, das Herz, haltend, zu dem auch der Heiland seine Hände ausstreckt, beseitet von zwei schlanken Engelsgestalten, Lilien in erhobener Hand tragend, und eine kleine betende Figur zu Füßen der Mutter Gottes kniend. Die Umschrift in Majuskeln: Sigillum conventus sce Marie de Andernaco (Sigillum conventus sanct[a]e Mari[a]e de Andernaco – Siegel des Konventes der hl. Maria von Andernach). Später wurde das Klosterwappen nur mit der hl. Maria mit Szepter (anstelle des Herzens) und dem Jesuskind dargestellt, das in seiner Linken einen Reichsapfel hält und auf dem Wappenschild der jeweilige Meisterin steht, wie im Wappen von Miesenheim (Isabella Maria Rosina von der Hees) zu finden ist. Im Kurfürst-Salentin-Gymnasium zu Andernach findet sich eines dieser Klosterwappen in einem Glasfenster. Ein weiteres Klosterwappen aus dem Jahre 1774, das der 2. Äbtissin Josepha Karolina Nagel von Loburg (1757–1777), ist über dem heutigen Nordportal der St. Albertkirche zu finden. Es schmückte einst das Portal des Äbtissenhauses, das mit der ca. 800 Jahre alten Klosterbasilika St. Thomas dem Bombenhagel 1944 zum Opfer fiel.

## Gebäude
Das Kloster bestand aus der viertürmigen romanischen Abteikirche St. Maria bzw. St. Maria und Thomas (seit 1482), einer dreischiffigen Pfeilerbasilika mit am östlich angelegten Chor (Apsis) zwei großen und den westlichen Giebel des Mittelschiffes flankierenden beiden kleineren Türmen, ähnlich der später (~1220) errichteten Andernacher Liebfrauenkirche in kleinerem Maßstab, jedoch mit dieser gegenüber umgekehrter Turmpositionierung, sowie dem Haupthaus und etlichen Nebengebäuden. Dazu kamen eine, später insgesamt drei Mühlen (Hacke(nborn)-, Klees- (Kloster-), und Mohrsmühle), Stallungen, Scheunen und Gärten mit Teich, sowie die (erhaltene) St. Michaelskapelle, eine ursprüngliche Friedhofs- und Begräbniskapelle aus dem 13. Jahrhundert, umgeben von einer von vier Türmen bewehrten 15 m hohen Mauer.
Der nordöstliche runde Wehrturm des Klosters aus dem 14. Jahrhundert mit einer Höhe von ursprünglich etwa 24 m hat ebenfalls die Zeiten überdauert. 1816 wurde er zur St. Thomasmühle umgebaut, einer Turmwindmühle als Loh- und Schneidemühle, mit 26 m die höchste in Rheinland-Pfalz und zweithöchste im Rheinland nach der Pantaleonsmühle (37 m Kappenhöhe) in Köln. Ab 1912 diente der Wehrturm nach Aufstockung der Tankfassung mit Laterne als Wasserturm (31 Meter mit Turmkugel ohne Blitzableiter).
Vor der Klosternordseite auf der anderen Seite des Breiten Weges von Andernach nach Koblenz, heutige Breite Straße, lag der Große Hof (curia ante claustrum), später Niederhof genannt, bereits im Jahre 1187 beurkundet. Er wurde vom sogenannten Niederhofmann geführt und spielte mit seinen Gütern eine bedeutende wirtschaftliche wie soziale Rolle im Klosterwesen. Heute findet er sich noch im dortigen Straßennamen Im Niederhof wieder. Auch die St. Thomaser Hohl als östliche Begrenzung erinnert an die ehemalige Abtei.

## Vorsteherinnen (Meisterinnen) und Äbtissinnen des Stiftes
Insgesamt 53 Vorsteherinnen leiteten das Kloster in seiner 676-jährigen Geschichte. Die letzten durften sich Äbtissinnen nennen: Isabella Maria Rosina von der Hees (1718–1757) erhielt 1718 den Titel Äbtissin und das Indult für sich und ihre Nachfolgerinnen, Stab und Pektoralkreuz zu tragen. Sie war die 50. Vorsteherin und erste Äbtissin, sie hatte mit 39 Jahren die längste Amtszeit. Ihr Wappen findet sich in dem von Miesenheim wieder, denn sie hatte durch die Anlage des Nettehammers 1727 (Hammerwassermühle zur Metallverarbeitung) aus einer Getreidemühle die wirtschaftliche und finanzielle Situation des Ortes beträchtlich verbessert. Er folgten Josepha Karolina Nagel von Loburg (1757–1777), Maria Sophia von Boineburg zu Lengsfeld (1777–1792) und Amalia Truchsess von Wetzhausen (1792–1794) als letzte Äbtissin. Sie wurde von den französischen Revolutionstruppen abgesetzt und musste das Kloster verlassen. Sie starb 1811 in Leutesdorf.
- 1. Texwindis I. von Andernach (1129–1149)
- 2. Guda (Jutta) (1149–1152)
- 3. Bensuetis (1152–1155)
- 4. Hedwig von Isenburg (1155–1160)
- 5. Gerbergis von Waldeck (1160–1167)
- 6. Texwindis II. von Nassau (1167–1178)
- 7. Irmgard von Wied (1178–1187)
- 8. Ida von Landskron (1187–1190)
- 9. Benigna von Sayn (Ben. de Fayen) (1190–1192)
- 10. Klarissa von Virneburg (1190–1199)
- 11. Texwindis III. (1196–1210)
- 12. Aleidis von Kottenheim  (1210–1216)
- 13. Sophia I., Burggräfin von Hammerstein (1216–1249)
- 14. Gertrudis I. von Isenburg (1249–1255)
- 15. Lukardis von Kobern (1255–1274)
- 16. Mechtildis, Burggräfin von Rheineck (1274–1292)
- 17. Hildegard I. von Virneburg (1292–1308); Priorin Irmentrud de Monreal (1308–1310)
- 18. Kunegunde (1311–1316)
- 19. Aldegundis von Wied (1316)
- 20. Hildegard II. von Treis (1317–1330)
- 21. Aleyidis (1330–1337)
- 22. Sophie von Spiegel aus Köln (1337–1342)
- 23. Elisabeth von Wied (1342–1343)
- 24. Hildegard III. von Sayn (Hagen) (1343–1344)
- 25. Katharina I. von Kempenich (1344); 4 Monate
- 26. Nesa von Kempenich (1344–1367)
- 27. Bela von Monreal (1370–1397)
- 28. Elsa von Scheiden (1397–1417)
- 29. Beatrix von Spiegel (1417–1429)
- 30. Hilla von Senheim (1433–1456)
- 31. Katharina II. von Selbach (1458–1464)
- 32. Agnes von Selbach (1465–1476)
- 33. Gertrudis II. Mant von Limbach (1476–1499)
- 34. Margareta von Baiern Pfalzgräfin (1499–1503)
- 35. Katharina III. von Ghöre (1503–1520)
- 36. Magdalena von Schönhals (1520–1523)
- 37. Anna I. von Lesch (1523–1537)
- 38. Christina Print von Horchheim gen. Christina von der Brohl, Broell(e) oder Broill(e) (1537–1557)
- 39. Anna II. von Brambach (1558–1562)
- 40. Katharina IV. von Deusternach (1562–1594)
- 41. Maria I. Haust von Ulmen (1594–1612)
- 42. Anna III. Elisabeth von Flerseim (1612–1623)
- 43. Maria II. von Rolshausen (1623–1624)
- 44. Anna IV. Maria Katharina Schilling von Lahnstein (1624–1631)
- 45. Anna V. Haust von Ulmen (1631–1648)
- 46. Sophia Agnes Ahr zu Golzheim (1648–1674)
- 47. Anna VI. Sidonia von Wolframsdorf (1674–1692)
- 48. Juliana Katharina Christina Schütz von Holzhausen (1692–1707)
- 49. Lucia Katharina von Breidbach-Bürresheim (1707–1718)
- 50. Isabella Maria Rosina von der Hees (1718–1757) (1. Äbtissin)
- 51. Josepha Karolina Nagel von Loburg (1757–1777)
- 52. Maria III. Sophia von Boineburg zu Lengsfeld (1777–1792)
- 53. Amalia Truchsess von Wetzhausen (1792–1794; † 1811 in Leutesdorf)